# シャーロットのおくりもの (1973年の映画)
『シャーロットのおくりもの』（原題：Charlotte's Web）は1973年の米・英合作のアニメーション映画。フェーE・B・ホワイト『シャーロットのおくりもの』を原作とする。上映時間94分。
米国のハンナ・バーベラ・プロダクション、イギリスのサジタリウス・プロダクションによる共同製作。アメリカではパラマウント映画配給により1973年3月1日公開、日本では日本ヘラルド映画配給により同年8月25日に公開された。またテレビでは、1979年8月18日にフジテレビ系列の「（正式枠名無し単発枠）」（土曜19:30 - 20:54）で、前週の11日放送『長靴をはいた猫 80日間世界一周』に引き続き、「夏休み特別企画」として放送された。
続編に『シャーロットのおくりもの ウィルバーの大ぼうけん』（2003年）がある。また、2006年にはリメイク版が公開された。その際に当映画の新録も行われた。

## あらすじ
子豚のウィルバーは未熟児のため間引きされる予定だったが、農夫の娘ファーンにペットとして飼われることになった。すくすくと見違えるほど立派に育ったウィルバーはザークマンの農家に引き取られ、自分の運命を知ることになる。嘆くウィルバーを助けようと、小屋で友達になった蜘蛛のシャーロットが様々な作戦を考える。

## キャスト
| 役名             | 俳優                   | 日本語吹き替え | 日本語吹き替え | 日本語吹き替え |
| 役名             | 俳優                   | 劇場公開版     | LD・VHS版      | DVD版          |
| ---------------- | ---------------------- | -------------- | -------------- | -------------- |
| シャーロット     | デビー・レイノルズ     | 岸田今日子     | 池田昌子       | 小林さやか     |
| ウィルバー       | ヘンリー・ギブソン     | 谷啓           | 肝付兼太       | 吉野裕行       |
| テンプルトン     | ポール・リンド         | なべおさみ     | 加藤治         | ヰズミ         |
| ガチョウ         | アグネス・ムーアヘッド | ハナ肇         | 北川智繪       | 真山亜子       |
| ファーン         | パメリン・ファーディン | 山口いづみ     | 三浦雅子       | 小林沙苗       |
| ミセス・アラブル | マーサ・スコット       | 山東昭子       | 宗形智子       |                |
| ナレーション     | レックス・アレン       | 石坂浩二       | 高木均         | 茶風林         |

- LD・VHS版
  - 翻訳：安西秀織、制作：グロービジョン[注釈 1]
- DVD版
  - 演出：三好慶一郎、翻訳：斧由香[注釈 2]